# Radim Krupník
Radim Krupník (* 4. srpna 1973 Ostrava) je bývalý český fotbalista, který nastupoval jako útočník nebo záložník. Žije v Ostravě.

## Hráčská kariéra
Začínal ve Vítkovicích, v dorosteneckém věku hostoval v Nové huti Ostrava.
V nejvyšší soutěži ČR nastoupil za Karvinou a 1. FC Synot ve 35 utkáních, v nichž vstřelil 2 branky. V nejvyšší soutěži SR hrál za Trenčín ve 14 zápasech a dal 2 góly.
Ve druhé lize hrál za Karvinou, Novou huť Ostrava a Zlín. V MSFL působil v B-mužstvu 1. FC Synot.

### Ligová bilance
| Ročník                              | Zápasy | Góly | Minuty | Klub            |
| ----------------------------------- | ------ | ---- | ------ | --------------- |
| II. liga 1997/98                    | 12     | 3    | –      | FC Karviná      |
| I. liga 1998/99                     | 12     | 1    | 478    | FC Karviná      |
| II. liga 1998/99                    | 14     | 4    | –      | FC NH Ostrava   |
| II. liga 1999/00                    | 21     | 10   | –      | FC Karviná      |
| I. liga 2000/01                     | 7      | 0    | 244    | 1. FC Synot     |
| MSFL 2000/01                        | –      | 5    | –      | 1. FC Synot „B“ |
| II. liga 2001/02                    | 12     | 1    | –      | FC Zlín         |
| I. liga 2001/02                     | 11     | 1    | 724    | 1. FC Synot     |
| MSFL 2001/02                        | –      | 1    | –      | 1. FC Synot „B“ |
| I. liga 2002/03                     | 5      | 0    | 101    | 1. FC Synot     |
| MSFL 2002/03                        | –      | 0    | –      | 1. FC Synot „B“ |
| I. slov. liga 2002/03               | 14     | 2    | –      | FK AS Trenčín   |
| CELKEM I. LIGA (1998–2002)          | 35     | 2    | 1 547  |                 |
| CELKEM I. LIGA (2003)               | 14     | 2    | –      |                 |
| CELKEM II. LIGA (1999–2001)         | 59     | 19   | –      |                 |
| CELKEM III. LIGA – MSFL (2000–2002) | –      | 6    | –      |                 |